# Борота (Чад)
Борота (фр. Borota) — небольшой город и супрефектура в Чаде, расположенный на территории региона Ваддай. Входит в состав департамента Ассунга.

## Географическое положение
Город находится в восточной части Чада, вблизи государственной границы с Суданом, на высоте 764 метров над уровнем моря.
Борота расположен на расстоянии приблизительно 655 километров к востоку-северо-востоку (ENE) от столицы страны Нджамены.

## Население
По данным официальной переписи 2009 года численность населения Бороты составляла 49 669 человек (22 637 мужчин и 27 032 женщины). Население супрефектуры по возрастному диапазону распределилось следующим образом: 51,5 % — жители младше 15 лет, 41,8 % — между 15 и 59 годами и 6,7 % — в возрасте 60 лет и старше.

## Транспорт
Ближайший аэропорт расположен в городе Аде.